# Gimnastyka sportowa na Letniej Uniwersjadzie 2009

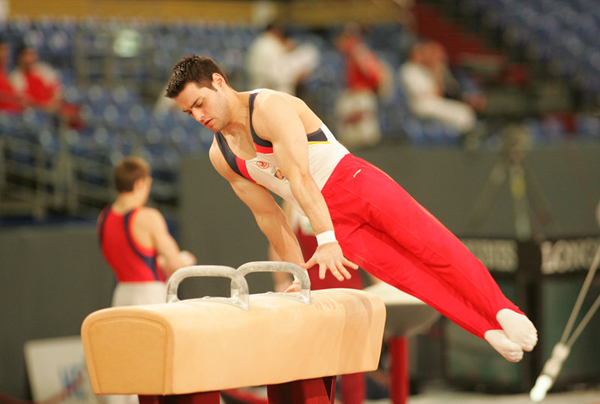

Gimnastyka sportowa na Letniej Uniwersjadzie 2009 odbywała się w dniach 2 – 5 lipca w hali BG Fair - Hall 1 w Belgradzie.
BG Fair - Hall 1 oddalona jest od wioski akademickiej o 4,5 km.
Do rozdania będzie 14 kompletów medali. 8 w konkurencjach męskich i 6 w konkurencjach żeńskich.

## Obiekty
| Obiekt         | Miasto  | Odległość od wioski uniwersyteckiej | Odległość od wioski uniwersyteckiej | Funkcja  |
| Obiekt         | Miasto  | Kilometry                           | Czas                                | Funkcja  |
| BG Fair Hala 1 | Belgrad | 4,5 km                              | 10 min                              | Zawody   |
| BG Fair Hala 4 | Belgrad | 4,5 km                              | 10 min                              | Treningi |

## Konkurencje
| - Wielobój indywidualnie - Wielobój drużynowo - Ćwiczenia wolne - Skok przez stół gimnastyczny - Ćwiczenia na koniu z łękami - Ćwiczenia na poręczach równoległych - Ćwiczenia na kołach - Ćwiczenia na drążku | - Wielobój indywidualnie - Wielobój drużynowo - Ćwiczenia wolne - Skok przez stół gimnastyczny - Ćwiczenia na równoważni - Ćwiczenia na poręczach asymetrycznych |

## Klasyfikacja medalowa
| Klasyfikacja medalowa |                  |   |   |   |       |
| Miej.                 | Państwo          |   |   |   | Razem |
| 1                     | Chiny            | 3 | 6 | 4 | 13    |
| 2                     | Japonia          | 3 | 1 | 1 | 5     |
| 3                     | Korea Południowa | 2 | 0 | 1 | 3     |
| 4                     | Wielka Brytania  | 2 | 0 | 0 | 2     |
| 5                     | Korea Północna   | 1 | 2 | 3 | 6     |
| 6                     | Rosja            | 1 | 2 | 2 | 5     |
| 7                     | Rumunia          | 1 | 0 | 1 | 2     |
| 8                     | Francja          | 1 | 0 | 0 | 1     |
| 8                     | Węgry            | 1 | 0 | 0 | 1     |
| 10                    | Belgia           | 0 | 1 | 0 | 1     |
| 10                    | Polska           | 0 | 1 | 0 | 1     |
| 12                    | Słowenia         | 0 | 0 | 1 | 1     |
| 12                    | Ukraina          | 0 | 0 | 1 | 1     |

## Medale
| Konkurencja                 | Złoto                                                                             | Srebro                                                                                         | Brąz                                                                            |
| Mężczyźni                   |                                                                                   |                                                                                                |                                                                                 |
| Wielobój indywidualnie      | Yosuke Hoshi                                                                      | Wang Heng                                                                                      | Kim Soo-myun                                                                    |
| Wielobój drużynowo          | Japonia Yosuke Hoshi Kyoichi Watanabe Takuya Nijima Takuya Nakase Makoto Okiguchi | Rosja Emin Garibow Aleksandr Bałandin Dmitrij Barkałow Władimir Olennikow Aleksandr Diemin     | Chiny Wang Heng Liu Zhanteng Huang Yuguo Fu Min Yan Mingyong                    |
| Ćwiczenia wolne             | Kim Soo-myun                                                                      | Ri Se-gwang                                                                                    | Dimitrij Barkałow                                                               |
| Skok przez konia            | Flavius Koczi                                                                     | Marek Łyszczarz                                                                                | Huang Yuguo                                                                     |
| Ćwiczenia na koniu z łękami | Krisztián Berki                                                                   | Donny Truyens                                                                                  | Sašo Bertoncelj                                                                 |
| Ćwiczenia na poręczach      | Takuya Nakase Cyril Tommasonne                                                    |                                                                                                | Flavius Koczi                                                                   |
| Ćwiczenia na kołach         | Aleksandr Bałandin                                                                | Yan Mingyong                                                                                   | Ri Se-gwang                                                                     |
| Ćwiczenia na drążku         | Kim Ji-hoon                                                                       | Takuya Nakase                                                                                  | Kyoichi Watanabe                                                                |
| Kobiety                     |                                                                                   |                                                                                                |                                                                                 |
| Wielobój indywidualnie      | Jiang Yuyuan                                                                      | He Ning                                                                                        | Kim Un-hyang                                                                    |
| Wielobój drużynowo          | Chiny Cheng Fei He Ning Jiang Yuyuan Zhou Zhuoru Liu Nanxi                        | Rosja Olga Aleksiejewa J. Zamołodczikowa Marija Szybiskowa Swietłana Klukina Tatiana Kazancewa | Korea Północna Kang Yong-mi Pak Mi-hyang Kim Un-hyang Cha Yong-hwa Hong Un-jong |
| Ćwicenia wolne              | Elizabeth Tweddle                                                                 | Jiang Yuyuan                                                                                   | He Ning                                                                         |
| Skok przez konia            | Hong Un-jong                                                                      | Cheng Fei                                                                                      | Tatiana Kazancewa                                                               |
| Ćwiczenia na równoważni     | Jiang Yuyuan                                                                      | He Ning                                                                                        | Darija Zhoba                                                                    |
| Ćwiczenia na poręczach      | Elizabeth Tweddle                                                                 | Cha Yong-hwa                                                                                   | Jiang Yuyuan                                                                    |

## Wyniki
| - Wielobój indywidualnie - Wielobój drużynowo - Ćwiczenia wolne - Skok przez konia - Ćwiczenia na koniu z łękami - Ćwiczenia na poręczach - Ćwiczenia na kołach - Ćwiczenia na drążku | - Wielobój indywidualnie - Wielobój drużynowo - Ćwiczenia wolne - Skok przez konia - Ćwiczenia na równoważni - Ćwiczenia na poręczach |